# Anisynta cynone
The Mottled Grass-skipper or Cynone Skipper (Anisynta cynone) là một loài bướm ngày thuộc họ Hesperiidae. Nó được tìm thấy ở New South Wales, Victoria và South Australia.
Sải cánh dài khoảng 20 mm.
Ấu trùng ăn Poa species, such as Brachypodium distachyon, Cynodon dactylon, Austrostipa scabra, Oryzopsis miliacea and Poa sieberiana.

## Hình ảnh

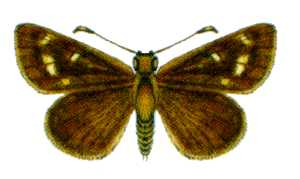
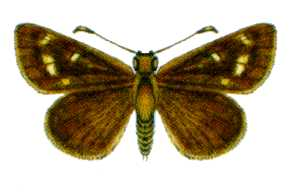

## Phụ loài
- Anisynta cynone cynone
- Anisynta cynone gunneda
- Anisynta cynone gracilis
- Anisynta cynone grisea